# OR7D4
OR7D4 (англ. Olfactory receptor family 7 subfamily D member 4) – білок, який кодується однойменним геном, розташованим у людей на короткому плечі 19-ї хромосоми. Довжина поліпептидного ланцюга білка становить 312 амінокислот, а молекулярна маса — 34 448.
| 10         |  | 20         |  | 30         |  | 40         |  | 50         |
| ---------- |  | ---------- |  | ---------- |  | ---------- |  | ---------- |
| MEAENLTELS |  | KFLLLGLSDD |  | PELQPVLFGL |  | FLSMYLVTVL |  | GNLLIILAVS |
| SDSHLHTPMY |  | FFLSNLSFVD |  | ICFISTTVPK |  | MLVSIQARSK |  | DISYMGCLTQ |
| VYFLMMFAGM |  | DTFLLAVMAY |  | DRFVAICHPL |  | HYTVIMNPCL |  | CGLLVLASWF |
| IIFWFSLVHI |  | LLMKRLTFST |  | GTEIPHFFCE |  | PAQVLKVACS |  | NTLLNNIVLY |
| VATALLGVFP |  | VAGILFSYSQ |  | IVSSLMGMSS |  | TKGKYKAFST |  | CGSHLCVVSL |
| FYGTGLGVYL |  | SSAVTHSSQS |  | SSTASVMYAM |  | VTPMLNPFIY |  | SLRNKDVKGA |
| LERLLSRADS |  | CP         |  |            |  |            |  |            |

A: Аланін

C: Цистеїн

D: Аспарагінова кислота

E: Глутамінова кислота

F: Фенілаланін

G: Гліцин

H: Гістидин

I: Ізолейцин

K: Лізин

L: Лейцин

M: Метіонін

N: Аспарагін

P: Пролін

Q: Глутамін

R: Аргінін

S: Серин

T: Треонін

V: Валін

W: Триптофан

Кодований геном білок за функціями належить до рецепторів, g-білокспряжених рецепторів, білків внутрішньоклітинного сигналінгу. 
Локалізований у клітинній мембрані, мембрані.